# NGC 3545
NGC 3545 је елиптична галаксија у сазвежђу Велики медвед која се налази на NGC листи објеката дубоког неба.
Деклинација објекта је + 36° 58' 1" а ректасцензија 11h 10m 13,1s. Привидна величина (магнитуда) објекта NGC 3545 износи 13,9 а фотографска магнитуда 14,9. NGC 3545 је још познат и под ознакама NGC 3545A, MCG 6-25-17, CGCG 185-15, KCPG 273B, VV 182, NPM1G +37.0304, PGC 33894.